# Geen kist voor twee personen
Geen kist voor twee personen is een hoorspel van Wim Burkunk. De NCRV zond het uit op zondag 10 februari 1974, van 22:05 uur tot 22:40 uur. De regisseur was Ab van Eyk.

## Rolbezetting
- Wim Burkunk (meneer Bas)
- Tom van Beek (chef)
- Petra Dumas (Gerda)
- Jan Borkus (doodgraver)
- Frans Vasen (man & bode)
- Piet Ekel (ambtenaar)
- Maarten Kapteijn (kolonel)
- Wieke Mulier, Nora Boerman & Donald de Marcas (stemmen)

## Inhoud
Meneer Bas ontdekt dat hij verschrikkelijk eenzaam is en dat de ander zijn eenzaamheid niet kan opheffen. Hij ontdekt ook dat het steeds moeilijker wordt te zeggen wie je bent, naarmate je jezelf beter leert kennen. Hij stoot door in een bodemloze put: zijn eigen ego. Om dit eenzame, zelfverkennende proces te bevorderen, brengt de schrijver meneer Bas in een groot aantal onderling nogal verschillende situaties. Daardoor wordt het hoorspel erg boeiend en veelzijdig. Het boeit ook door het groot psychologisch inzicht dat de auteur via meneer Bas in de mens toont.